# Мочарне
Мочарне  — село на прадавній етнічній український території. Зараз знаходиться в ґміни Тісна, Ліського повіту Підкарпатського воєводства на південному сході Польщі.
Село є пунктом на залізниці від с. Майдан.

В період 1945–1946 рр. в цьому районі тривала боротьба між підрозділами УПА та польськими й радянським військами. Українське населення було насильно переселене на територію СРСР в 1946 році. Родини, яким вдалось уникнути переселення в 1947 році під час Операції Вісла були перевезені на територію північної Польщі. Село повністю втратило населення.
З 1975 по 1998 рр. село адміністративно відносилось до Кроснянського воєводства.
Зараз в селі проживають працівники лісового господарства.